# Diketopiperazinok

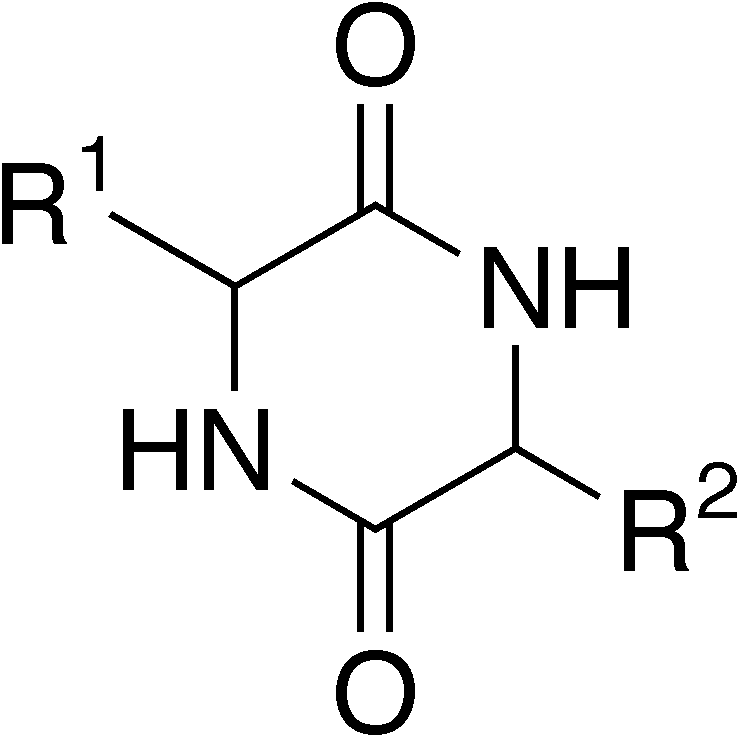
A diketopiperazinok általános szerkezete

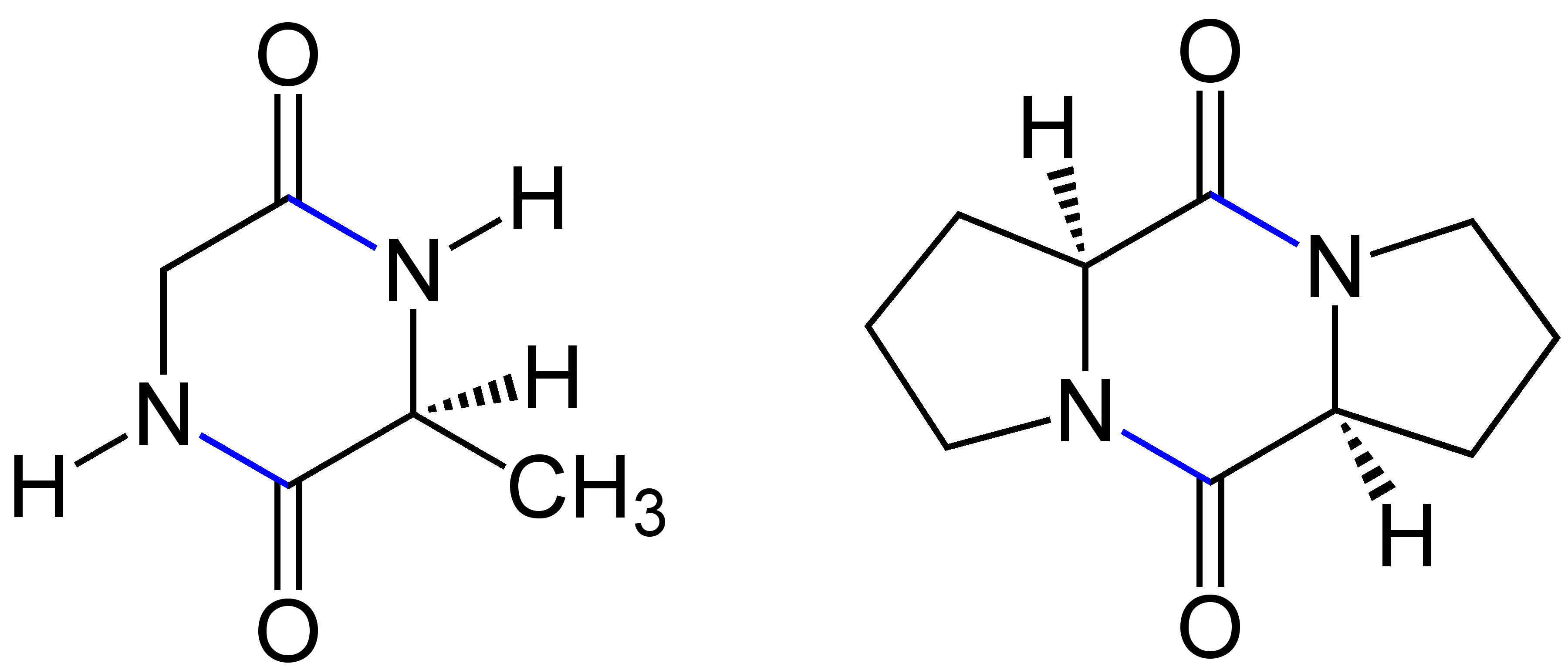
Balra: glicinből és L-alaninból származó gyűrűs dipeptid (2,5-diketopiperazin). Jobbra: két L-prolin molekulából származó ciklodi-L-prolil. A cisz-peptidkötések kék színnel vannak jelölve.

A diketopiperazinok (DKP) gyűrűs szerves vegyületek, olyan laktámok, amelyek két aminosav között kialakuló peptidkötés révén jönnek létre. A létező legkisebb gyűrűs ciklopeptidek.
A legelső peptid, melynek teljesen leírták a háromdimenziós szerkezetét, egy diketopiperazin volt. Ezt a munkát Robert Corey végezte az 1930-as években a Caltechen: a glicil-glicin dipeptid gyűrűs anhidridjét tanulmányozta.
A különböző élőlényekben – emlősökben is – aminosavakból bioszintézis révén rendszerint keletkeznek diketopiperazinok is, ezeket másodlagos metabolitoknak tartják. Egyes proteáz enzimek, például a dipeptidil peptidázok, a fehérjék terminális végét hasítva dipeptideket hoznak létre, melyek természetüknél fogva gyűrűvé záródva diketopiperazinokat hoznak létre.
Merev szerkezetük, királis voltuk és változatos oldalláncaik révén a diketopiperazinok a gyógyszertervezés vonzó alapvázai. Mind a természetes, mind a szintetikusan előállított diketopiperazinok széles körű biológiai hatással: például tumorellenes, vírus- és gombaölő, valamint antibakteriális hatással rendelkeznek.

## Fordítás
Ez a szócikk részben vagy egészben a Diketopiperazine című angol Wikipédia-szócikk fordításán alapul.  Az eredeti cikk szerkesztőit annak laptörténete sorolja fel. Ez a jelzés csupán a megfogalmazás eredetét és a szerzői jogokat jelzi, nem szolgál a cikkben szereplő információk forrásmegjelöléseként.